# Copenhagen Sprint (mannen)
De Copenhagen Sprint is een wielerwedstrijd voor mannen die voor het eerst plaats vond in 2025. De wedstrijd wordt verreden op het Deense eiland Seeland. De wedstrijd kent ook een editie voor vrouwen. Beide wedstrijden vinden plaats in hetzelfde weekend, die voor mannen op zondag. De Copenhagen Sprint was gelijk vanaf de eerste editie onderdeel van de UCI World Tour.

## Lijst van winnaars
Mannen: 2025
Vrouwen: 2025
2011 · 2012 · 2013 · 2014 · 2015 · 2016 · 2017 · 2018 · 2019 · 2020 · 2021 · 2022 · 2023 · 2024 · 2025
Tour Down Under · Great Ocean Road Race · Ronde van de Verenigde Arabische Emiraten · Omloop Het Nieuwsblad · Strade Bianche · Parijs-Nice · Tirreno-Adriatico · Milaan-San Remo · Ronde van Catalonië · Driedaagse Brugge-De Panne · E3 Harelbeke · Gent-Wevelgem · Dwars door Vlaanderen · Ronde van Vlaanderen · Ronde van het Baskenland · Parijs-Roubaix · Amstel Gold Race · Waalse Pijl · Luik-Bastenaken-Luik · Ronde van Romandië · Eschborn-Frankfurt · Ronde van Italië · Ronde van Auvergne-Rhône-Alpes · Ronde van Zwitserland · Copenhagen Sprint · Ronde van Frankrijk · Clásica San Sebastián · Ronde van Polen · BEMER Cyclassics · Renewi Tour · Ronde van Spanje · Bretagne Classic · GP van Québec · GP van Montréal · Ronde van Lombardije · Ronde van Guangxi